# Makatki
Makatki – drugi album polskiej grupy muzycznej Stare Dobre Małżeństwo.
Nagrań dokonano 17–21 kwietnia 1990 w Studiu Tonpress w Warszawie. Muzycy poświęcili płytę pamięci Kuby Wenzla (zginął 18.06.1989). 
Kasetę magnetofonową Makatki wydała Usługowo-Handlowa Agencja Fonograficzna „SDM” Warszawa (bez numeru katalogowego) w 1990. Ten sam materiał dźwiękowy i pod tym samym tytułem ukazał się na kasecie wyprodukowanej przez krakowską firmę Phonex (PH-SDM 1003). W 1998 ukazały się reedycje (na CD i kasecie magnetofonowej), które wydała firma Pomaton EMI.

## Muzycy
- Wojciech Czemplik – skrzypce
- Krzysztof Myszkowski – śpiew, gitara, harmonijka ustna
- Roman Ziobro – gitara basowa, kontrabas, fortepian
- Ryszard Żarowski – gitara
- Aleksandra Kiełb-Szawuła – śpiew
- Beata Koptas – śpiew

## Lista utworów
Strona A
| 1. | "Makatka kusząca" (muz. Roman Ziobro, sł. Adam Ziemianin)                               | 1:38  |
|    |                                                                                         |       |
| 2. | "Makatka z aniołem" (muz. Krzysztof Myszkowski, sł. Adam Ziemianin)                     | 2:00  |
|    |                                                                                         |       |
| 3. | "Czasem nagle smutniejesz" (muz. Krzysztof Myszkowski, sł. Adam Ziemianin)              | 3:51  |
|    |                                                                                         |       |
| 4. | "Niepokój" (muz. Krzysztof Myszkowski, sł. Józef Baran)                                 | 3:19  |
|    |                                                                                         |       |
| 5. | "Makatka dla przechodzącej" (muz. Krzysztof Myszkowski, sł. Adam Ziemianin)             | 2:02  |
|    |                                                                                         |       |
| 6. | "Obudź się" (muz. Krzysztof Myszkowski, sł. Adam Ziemianin)                             | 2:38  |
|    |                                                                                         |       |
| 7. | "Coraz krótsze listy od ciebie" (muz. Krzysztof Myszkowski, sł. Adam Ziemianin)         | 2:12  |
|    |                                                                                         |       |
| 8. | "Piosenka dla Wojtka Bellona" (muz. Krzysztof Myszkowski, sł. Aleksandra Kiełb-Szawuła) | 3:59  |
|    |                                                                                         |       |
| 9. | "Makatka szalona" (muz. Krzysztof Myszkowski, sł. Adam Ziemianin)                       | 2:15  |
|    |                                                                                         |       |
|    |                                                                                         | 23:54 |
|    |                                                                                         |       |
Strona B
| 10. | "Nasz słony rachunek" (muz. Krzysztof Myszkowski, sł. Adam Ziemianin)                 | 2:28  |
|     |                                                                                       |       |
| 11. | "Z podwórka" (muz. Krzysztof Myszkowski, sł. Adam Ziemianin)                          | 2:00  |
|     |                                                                                       |       |
| 12. | "Szara ballada" (muz. Krzysztof Myszkowski, sł. Józef Baran)                          | 2:11  |
|     |                                                                                       |       |
| 13. | "Modlitwa o śmiech" (muz. Krzysztof Myszkowski, sł. Adam Ziemianin)                   | 1:53  |
|     |                                                                                       |       |
| 14. | "Makatka z wojownikiem" (muz. Roman Ziobro, sł.Adam Ziemianin )                       | 1:50  |
|     |                                                                                       |       |
| 15. | "Piosenka dla Juniora i jego gitary" (muz. Krzysztof Myszkowski, sł. Edward Stachura) | 2:58  |
|     |                                                                                       |       |
| 16. | "Ballada o arenie cyrkowej" (muz. Krzysztof Myszkowski, sł. Józef Baran)              | 2:08  |
|     |                                                                                       |       |
| 17. | "Na sierpniowym balkonie" (muz. Krzysztof Myszkowski, sł.Adam Ziemianin )             | 2:17  |
|     |                                                                                       |       |
| 18. | "Jaką cenę..." (muz. Krzysztof Myszkowski, sł. Adam Ziemianin)                        | 2:29  |
|     |                                                                                       |       |
| 19. | "Ballada na urodziny" (muz. Krzysztof Myszkowski, sł. Józef Baran)                    | 2:33  |
|     |                                                                                       |       |
|     |                                                                                       | 22:47 |
|     |                                                                                       |       |

## Informacje uzupełniające
- Realizacja nagrań – Włodzimierz Kowalczyk
- Kierownictwo produkcji – Aleksander Suchojad
- Zdjęcia – Piotr Latajka